# David Óistraj
David Fiódorovich Óistraj (en ruso: Дави́д Фё́дорович О́йстрах; Odesa, 30 de septiembre de 1908 - Ámsterdam, 24 de octubre de 1974) fue un violinista, violista y director de orquesta ruso-soviético. También fue profesor del Conservatorio de Moscú, Artista del Pueblo de la URSS (1953) y Premio Lenin (1960).
Óistraj colaboró con importantes orquestas y músicos de muchas partes del mundo y dedicó numerosas obras para violín, entre ellas los dos conciertos para violín de Dmitri Shostakovich y el concierto para violín de Aram Khachaturian. Se le considera uno de los violinistas más destacados del siglo XX.

## Biografía

### Los primeros años
Óistraj nació en el seno de una familia judía en Odesa, provincia de Jersón, Imperio Ruso (actual Ucrania). Su padre era Fiódor Davídovich Óistraj, hijo de un comerciante del segundo gremio, y su madre Isabel Stepánovna Kolker, dotados ambos de talento musical (su padre tocaba el violín y algunos instrumentos de viento, la madre era corista en el Teatro de Ópera y Ballet de Odesa).
A los cinco años, el joven Óistraj comenzó sus estudios de violín y viola como alumno de Pyotr Stolyarsky, el primer y único maestro que nunca tuvo. Al contrario de lo que comúnmente se cree, Óistraj no poseyó de niño unas dotes extraordinarias que revelaran la categoría sobresaliente que llegó a alcanzar con el violín. De hecho comenzó tocando la viola en la orquesta del Conservatorio. Sólo un par de meses después subió de nivel a solista e hizo su debut ejecutando el Concierto en la menor de Johann Sebastian Bach. Con Stolyarski, con un método de enseñanza no académica, destinada a mejorar el talento del estudiante a través de los aspectos más entretenidos de la enseñanza, también estudió Nathan Milstein, al que acompaña en concierto en 1914, con motivo del diploma Milstein.
En sus estudios con Stolyarsky se hizo muy amigo de Iosif Brodsky, Nathan Milstein y otros violinistas con los que colaboró en numerosas ocasiones tras alcanzar la fama desde sus comienzos como compañeros de estudios en la Escuela Stolyarsky.
En 1914, a la edad de seis años, Óistraj dio su primer concierto. En 1923 ingresó en el Conservatorio de Odesa, donde estudió hasta su graduación en 1926. Durante este período, el gran talento de Óistraj ya estaba empezando a llamar la atención, y su verdadero debut fue en febrero de 1924 en Odesa. Ese concierto fue uno de los peldaños hacia la carrera del joven Óistraj que de este modo en los siguientes dos años hizo gira en solitario por Rusia, tuvo la oportunidad de tocar el concierto de Glazunov, dirigido por el compositor y ser invitado a Leningrado para interpretar el concierto de Chaikovski. En el conservatorio también estudió armonía con el compositor Mykola Vilinsky. Su concierto de graduación de 1926 consistió en la Chacona de Bach, la Sonata Devil's Trill de Tartini, la Sonata para viola de Rubinstein y el Concierto para violín n.º 1 en re mayor de Prokófiev. En 1927, Óistraj actuó en Kiev como solista con el Concierto para violín de Glazunov en una interpretación dirigida por el compositor, lo que le valió al violinista una invitación para tocar el Concierto para violín de Chaikovski en Leningrado con la Orquesta Filarmónica bajo la dirección de Nikolai Malko al año siguiente.

### Moscú
En 1927, Óistraj se trasladó a Moscú, donde dio su primer recital y conoció a su futura esposa: la pianista Tamara Rotareva (1906-1976). Se casaron un año después y tuvieron un hijo, Igor Óistraj, que nació en 1931. Igor Óistraj siguió más tarde el camino de su padre como violinista, y llegó a tocar y grabar codo con codo con su padre, incluyendo el Doble Concierto de Bach, que grabaron por primera vez en 1951. En al menos una de las grabaciones de la Sinfonía Concertante de Mozart, Igor Óistraj tocaba el violín, mientras que su padre David tocaba la viola.
A partir de 1934, Óistraj ocupó un puesto de profesor en el Conservatorio de Moscú, forjando numerosos talentos como Gidon Kremer, y más tarde fue nombrado catedrático en 1939. Algunos de sus colegas mientras enseñaba en el conservatorio fueron Yuri Yankelevich y Boris Goldstein. Óistraj fue profesor de Oleg Kagan, Valery Klimov (que más tarde sucedió a Óistraj en el Conservatorio de Moscú), Emmy Verhey, Oleh Krysa, Gidon Kremer, Yulia Brodskaya (Julia Verba), Eduard Dayan, Zoya Petrosyan, Jean Ter-Merguerian, Victor Danchenko, Victor Pikaizen, Cyrus Forough, Olga Parhomenko, y su hijo Igor Óistraj. En la década de 1950, David Óistraj invitó a Yulia Brodskaya a ser su asistente en la enseñanza de música solista y de cámara, y a Rosa Fine como su asistente para estudiantes solistas.
En 1935, Óistraj quedó en segundo lugar en el Premio Wieniawski, perdiendo ante Ginette Neveu, solista de 15 años de edad. Finalmente dejó huella en la escena internacional al ganar el premio más importante en el Concurso Reina Isabel en Bruselas en 1937. Desde ese momento, la carrera de Óistraj quedó establecida, excepto por un pequeño freno -la Unión Soviética era sumamente celosa de su gente y se negaba a dejarlo ir al extranjero.
De 1940 a 1963, Óistraj actuó ampliamente en un trío que también incluía al violonchelista Sviatoslav Knushevitsky y al pianista Lev Oborin. A veces se le llamaba «Trío Óistraj». Óistraj colaboró ampliamente con Oborin, así como con Jacques Thibaud, violinista francés.

### Durante la Segunda Guerra Mundial
Durante la Segunda Guerra Mundial trabajó activamente en la Unión Soviética, estrenando nuevos conciertos de Nikolai Miaskovsky y Aram Khachaturian, así como dos sonatas de su amigo Serguéi Prokófiev. También recibió el Premio Stalin en 1942. Los últimos años de la guerra fueron testigos del florecimiento de una amistad con Shostakovich, que dio lugar a los dos conciertos para violín y la sonata, todos ellos estrenados por Óistraj y asociados firmemente a él en los años siguientes. La carrera de Óistraj quedó fijada a partir de este momento, aunque la Unión Soviética se mostró «protectora» con su pueblo y se negó a dejarle actuar en el extranjero. Siguió enseñando en el Conservatorio de Moscú, pero cuando la Alemania nazi invadió la Unión Soviética, se fue al frente, tocando para soldados y trabajadores de fábricas en condiciones intensamente difíciles. Podría decirse que uno de los actos más heroicos de su vida fue interpretar hasta el final el Concierto para violín de Chaikovski en el auditorio central de música durante la Batalla de Stalingrado, en el invierno de 1942, mientras el centro de Stalingrado era bombardeado masivamente por las fuerzas alemanas. Al menos una fuente indica que Óistraj actuó allí ese invierno.En esa época estrenó el concierto de Nikolái Miaskovski y el de Aram Jachaturián. 

### Actuaciones internacionales
Tras el fin de la guerra, Óistraj pudo viajar. Viajó a los países del bloque soviético e incluso a Occidente. Su primer compromiso en el extranjero fue actuar en el recién fundado Festival Primavera de Praga, donde obtuvo un enorme éxito. En 1949 dio su primer concierto en Occidente, tocando el concierto de Sibelius enen Helsinki. En 1951 actuó en el Festival Maggio Musicale Fiorentino y, el 30 de junio de 1951, suena por primera vez en el Teatro de La Scala de Milán; en 1952 estuvo en Alemania Oriental con motivo de las celebraciones de Beethoven, en Francia en 1953, en Gran Bretaña en 1954 y, finalmente, en 1955 se le permitió hacer una gira por Estados Unidos, donde tuvo oportunidad de actuar en el Carnegie Hall. En 1959 empezaba a consolidar una segunda carrera como director de orquesta y en 1960 recibió el codiciado Premio Lenin. En 1962 debutó como director de orquesta en Moscú, y en 1967 se asoció con el célebre pianista soviético Sviatoslav Richter.

### Los últimos años
En 1968, el violinista celebró por todo lo alto su sexagésimo cumpleaños, con una interpretación en la Gran Sala del Conservatorio de Moscú del concierto de Chaikovski, una de sus obras favoritas, bajo la batuta de Gennady Rozhdestvensky. Óistraj se convirtió en uno de los grandes violinistas de su época, junto a su compatriota Nathan Milstein, el rumano George Enescu y el lituano Jascha Heifetz.
Óistraj sufrió un infarto en 1964 al que sobrevivió y continuó trabajando a un ritmo vertiginoso. Ya se había convertido en uno de los principales embajadores culturales de la Unión Soviética ante Occidente en conciertos en directo y grabaciones. Tras dirigir un ciclo de Brahms con la Orquesta del Concertgebouw, murió de otro infarto en Ámsterdam en 1974. Sus restos regresaron a Moscú, donde fue enterrado en el cementerio de Novodevichy.

## Premios y reconocimientos
Óistraj ha recibido numerosos premios y distinciones. En la Unión Soviética, David Óistraj recibió el Premio Stalin en 1942, el título de Artista del Pueblo de la URSS en 1953 y el Premio Lenin en 1960. También ganó el Concurso de la Unión Soviética de 1935. Varias obras de renombre del repertorio estándar para violín están dedicadas a Óistraj, entre ellas un concierto de Khachaturian, dos conciertos de Shostakovich y varias piezas más.
La fama y el éxito de Óistraj no se limitaron a la Unión Soviética: quedó en segundo lugar en el Concurso de Violín Henryk Wieniawski de Varsovia, después de la prodigio de 16 años Ginette Neveu, y lo superó ganando el gran premio del Concurso Reina Elisabeth de Bruselas.
El asteroide 42516 Oistrach lleva su nombre en honor a él y a su hijo, el violinista Igor Óistraj.

## Obras dedicadas a él
Óistraj estrenó muchas obras de compositores contemporáneos, a menudo escritas expresamente para él. Aram Jachaturián y Shostakóvich le dedicaron sus conciertos para violín, además de convencer a Prokófiev para hacer un arreglo de su sonata para flauta y convertirla en la segunda sonata para violín y piano.
- Concierto para violín en re menor op. 44 de Nikolái Miaskovski, 1938, estreno 10 de enero de 1939
- Concierto para violín en re menor de Aram Jachaturián, 1940, estreno 16 de noviembre de 1940
- Sonata para violín n.º 1 en fa menor op. 80 di Serguéi Prokófiev, 1938-46, estreno 23 de octubre de 1946
- Sonata para violín n.º 2 en re mayor op. 94a (transcripción de la flauta) de Serguéi Prokófiev, 1943-44, estreno 17 de junio de 1944
- Concierto para violín n.º 1 en mi menor de Nikolái Rákov, 1944
- Trío en la menor op. 39 de Vissarión Shebalín, 1946-47 estreno 22 de enero de 1950
- Trío in fa sostenido menor de Arnó Babadzhanián, 1952
- Concierto para violín n.º 1 de Dmitri Shostakóvich, 1947-48, estreno 29 de octubre de 1955
- Concierto para violín de Ernst Hermann Meyer, 1963-64, estreno 5 de marzo de 1965
- Concierto para violín n.º 2 in do sostenido menor op. 129 de Dmitri Shostakóvich, 1967 por sus 60 años, estreno 26 de septiembre de 1967
- Sonata para violín de Dmitri Shostakóvich, 1968, estreno 8 de enero de 1969

## Repertorio y grabaciones
Sus grabaciones e interpretaciones de los conciertos para violín de Shostakóvich y Prokófiev son muy conocidas, pero también interpretaba conciertos clásicos. Trabajó con orquestas en la URSS, y con músicos en Europa y los Estados Unidos. Otra grabación famosa es la que hizo junto con Sviatoslav Richter y Mstislav Rostropóvich del Triple Concierto de Beethoven dirigidos por Herbert von Karajan. 

## Labor pedagógica
Óistraj fue un respetado pedagogo, que pasó sus mejores años en la facultad del Conservatorio de Moscú, junto a personajes como Yuri Yankelévich y Borís Goldstein.

## Instrumentos de Óistraj

### Violines
Son sus ocho Stradivarius, que el llamaba familiarmente sus "samovares":
1. El Yusúpov (1736)
2. El Almirante Kayserinov (1699)
3. El Serguéi Shajovskoy (1707)
4. El ex-Poliakin (1712)
5. El Malakov (1713)
6. El URSS (1717), personal
7. El Conde de Fontana (1702), personal
8. El Marsick (1705), personal

### Viola
Una Andrea Guarneri.

## Discografía parcial
- Bach, Violín Conciertos BWV 1041 - 1043 - David Óistraj/Igor Óistraj/Royal Philharmonic Orchestra/Wiener Symphoniker, 1962 Deutsche Grammophon
- Beethoven, Violín Concierto - David Óistraj, EMI
- Beethoven: Triple Concierto & Brahms: Doble Concierto - Berliner Philharmoniker/Cleveland Orchestra/David Óistraj/George Szell/Herbert von Karajan/Mstislav Rostropovich/Sviatoslav Richter, EMI Great Recordings of the Century
- Brahms, Doble Concierto - Óistraj/Rostropovich/Cleveland Orchestra/Szell, 1970 His Master's Voice/EMI – Grammy Award for Best Classical Performance – Instrumental Soloist 1971
- Brahms: Concierto; Beethoven: 2 Romanzas; Chaikovski: Meditación Op. 42 N. 1 - David Óistraj, 2003 Riccardo Mainardi/Rosanna Jacobs/Djamel F
- Chopin, Dvořák, Ravel & Smetana: Piano Tríos - David Óistraj/Lev Oborin/Svyatoslav Knushevitzky, Deutsche Grammophon
- Debussy, Ravel & Ysaÿe: Violín Sonatas - Prokófiev: 5 Mélodies - David Óistraj/Frida Bauer, 1966 Philips
- Khachaturian: Violín Concierto, Taneyev: Suite de Concierto - David Óistraj/Philharmonia Orchestra, 1955/1957 EMI Great Recordings of the Centjury
- Mozart: Violín Conciertos n.º 1-3, Rondo, K. 373 - Berliner Philharmoniker/David Óistraj, 1972 EMI
- Mozart: Violín Concierto n.º 3 - Beethoven: Violín Concierto - David Óistraj/French National Radio Orchestra/Philharmonia Orchestra/André Cluytens, Dir.
- Mozart: Sinfonía Concertante - Bruch: Scottish Fantasia - Hindemith: Violín Concierto - David Óistraj/Igor Óistraj/Jasha Horenstein/Kyril Kondrashin/London Symphony Orchestra/Moscow Philharmonic Orchestra/Paul Hindemith, Decca
- Prokófiev, Violín Conciertos - David Óistraj, EMI
- Shostakovich, Violín Concierto n.º 1 - 1973 EMI - Grammy 1975
- Tchaikovski: Violín Concierto, Op. 35; Sibelius: Violín Concierto, Op. 47 - Eugene Ormandy/David Óistraj/The Philadelphia Orchestra, 1960/1961 Sony
- Óistraj - Chaikovski: Violín Concierto - Brahms: Violín Concierto - Royal Philharmonic Orchestra/Norman Del Mar/David Óistraj/London Philharmonic Orchestra/Sir Malcolm Sargent, BBC
- The Very Best of David Óistraj - EMI
- Óistraj, The Complete EMI Recordings - David Óistraj, EMI

## Galería

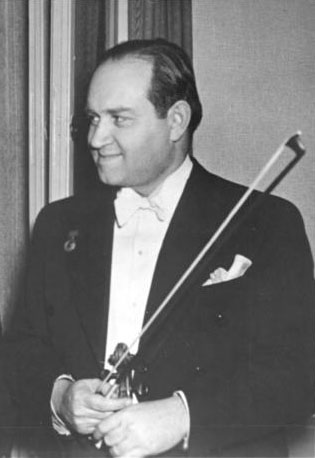
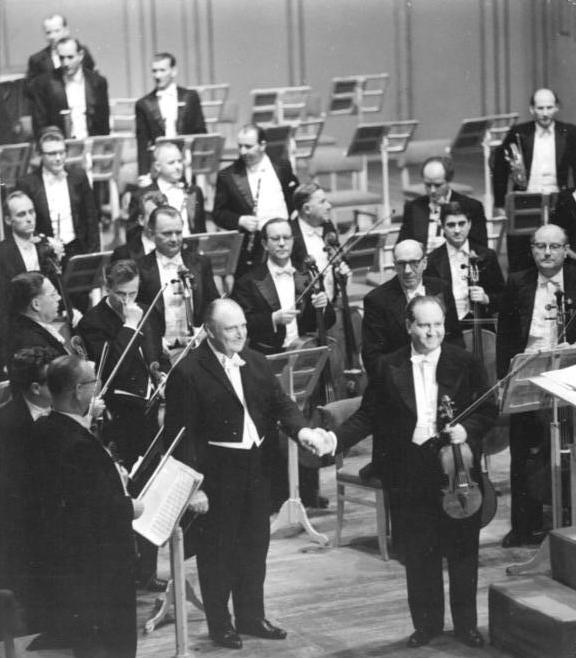
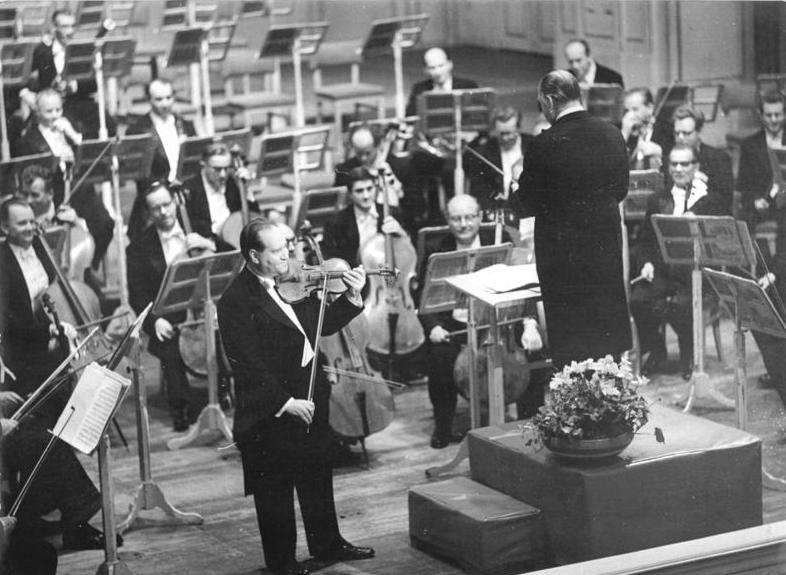
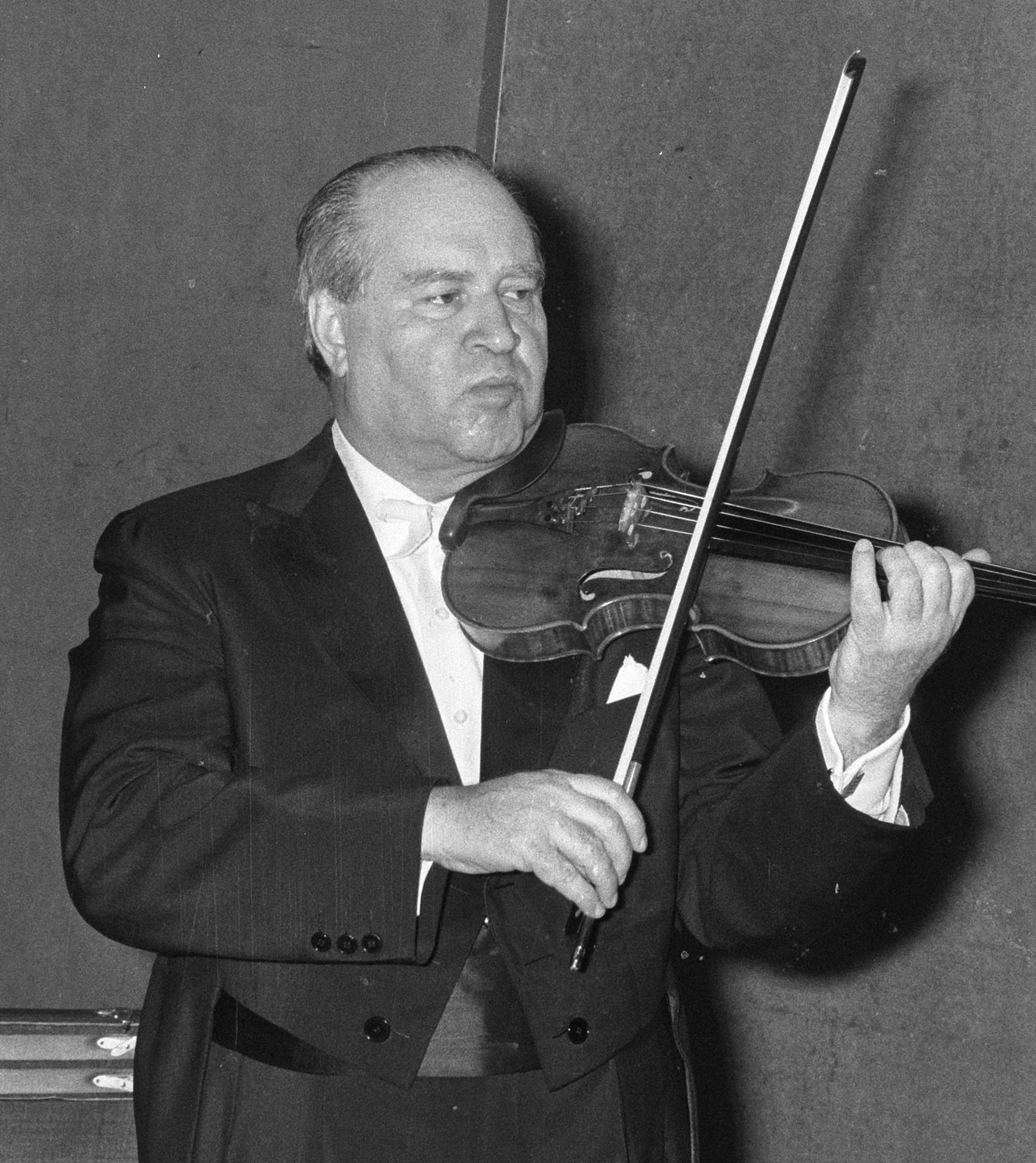
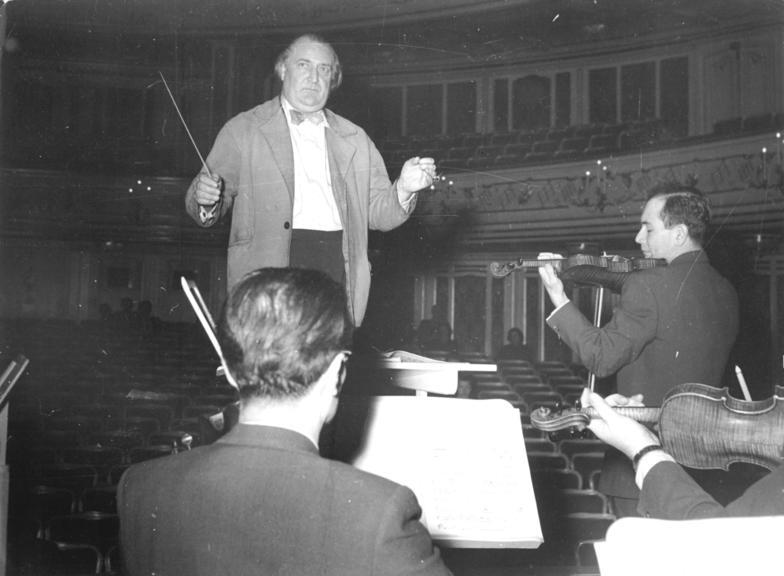